# Вавилова (деревня)
Вавилова — деревня в городском округе Верхотурский Свердловской области.

## География
Деревня Вавилова расположена на правом берегу реки Туры, в 55 километрах на юго-восток от города Верхотурбя. Через деревню проходит автодорога Верхотурье — Восточный. Деревня Вавилова примыкает к соседней деревне Морозовой, расположенной западнее, чуть выше по течению Туры, на верхотурском направлении автодороги.

### Часовой пояс
Вавилова как и вся Свердловская область, находится в часовой зоне МСК+2. Смещение применяемого времени относительно UTC составляет +5:00.

## Население
| 1873 | 2002 | 2010 |
| ---- | ---- | ---- |
| 47   | ↘11  | ↘0   |

## Инфраструктура
В деревне Вавиловой всего одна улица — Озёрная.